# Dakh
Dakh est un lieu de théâtre et de musique indépendant situé à Kiev, en Ukraine, dans la rue Velyka Vasylkivska, près de la station de métro Lybidska . Le théâtre a ouvert ses portes en 1994 et son premier directeur était Vladimir Ohloblin. Depuis son ouverture, le théâtre a accueilli de nombreux groupes, dont DakhaBrakha, Dakh Daughters, NovaOpera et CESHO. Aujourd'hui, le théâtre est dirigé par Vladislav Troïtsky.

## Informations générales
Le théâtre Dakh est situé dans le quartier Holosiivskyi sur la place Lybidska près de la station de métro Lybidska. Le théâtre est situé au rez-de-chaussée d'un immeuble à plusieurs étages.
Des représentations en russe et en ukrainien sont présentées dans le théâtre.

## Histoire
Le théâtre Dakh a été ouvert le 12 novembre 1994 par Vladislav Troitsky, qui à l'époque ne lie pas son destin à l'intention de s'engager sérieusement dans le théâtre et l'art.
Le premier directeur du Théâtre Dakh est Volodymyr Ogloblin (1915-2005).
En 2004, l'ethno-groupe DahaBrakha est fondé.
Depuis 2007, CSM « DAKH » est le principal organisateur du festival international d'art contemporain GogolFest.
En 2012, le groupe Dakh Daughters est créé.
En 2016, la rave sociale du groupe CESHO est révélée.